# Életrajz
Az életrajz (görögül biografia) egy személy élettörténetének az elbeszélése. Ha a személy maga írja le az életét, akkor önéletrajzról (rövid vagy vázlatos, például munka kereséséhez) vagy önéletírásról (irodalmi műfaj) beszélhetünk. 
Az életrajznak több fajtája van: az életrajzi regény a szépirodalmi műfajok egyike, míg a tudományos kutatás eszközeivel megírt életrajz, mint önálló mű, valamint az életrajz-gyűjteményekben, tanulmánykötetekben és lexikonokban szereplő rövidebb életrajzi tanulmány vagy szócikk a tudományos szakirodalomhoz tartozik. A régebbi korok sok életrajzi műve és számos mai esszé a szépirodalomba és a tudományos szakirodalomba egyaránt besorolható.
Ez a műfaj az epikai műnembe sorolható be.

## Életrajz a történettudományban
Az életrajz a történetírás egyik fontos válfaja. Általában nem szorítkozik a bemutatott személy életének puszta eseményeire, hanem az egyén fejlődését, személyiségének alakulását is vizsgálja, ahogyan azt történelmi kora és társadalmi környezete meghatározta. Az életrajz gyakran részletesen foglalkozik a bemutatott személy tetteinek okaival, céljával és hatásával. Ezért a többi történeti műfajtól lényegesen különbözik abban, hogy nem a történelmi események kronologikus sorrendjében halad, hanem az egyént helyezi a középpontba, és ő életén keresztül mutatja be a kor eseményeit is. 
Az életrajzírónak nagy általános tudással, mindenekelőtt pszichológiai és történelmi ismeretekkel, elemző tehetséggel és nagy rálátással kell rendelkeznie, hogy az egyén és a történelmi viszonyok kapcsolatát felismerje, a lényegest kiemelje.
Életrajz tárgyának különösen olyan emberek élettörténete alkalmas, akik kiemelkedő életpályát futottak be, tudományos, művészeti téren maradandót alkottak, nagy hatással voltak korukra, illetve erkölcsi jelentőségüknél vagy sajátos sorsuknál fogva közérdeklődésre számíthatnak, például államférfiak, hadvezérek, tudósok, írók, művészek stb. 
Az ókori görög és római történettudósok leginkább életrajzokat írtak. Ilyenek például Tacitus Agricolája, Curtius Nagy Sándora és Plutarkhosz Párhuzamos életrajzok című műve. Már Plutarkhosz felismerte az apró vonások fontosságát a jellemzésben. A reneszánsz korában szintén a történetírók legkedveltebb műfaja volt az életrajz.

## Életrajzi szócikkek a lexikonokban

### Magyar életrajzi gyűjtemények
18-19. század:
- Cwittinger D.: Specimen Hungariae Literatae, 1711. (300 életrajz)
- Bod Péter: Magyar Athenás, 1766, Horányi, Memoria Hungarorum, 3 köt. 1775-77, és Nova Memoria. 1792.
- Mindszenti Sámuel: Historiai Dictionarium, 8 köt. Komárom 1795-1809.
- Mokry Benjámin: Historiai Biographiai Lexikon, 4 köt., Pest 1819.
- Budai Ferenc: Magyarország polgári historiájára való Lexikon a XVI. század végéig, 3 köt., Nagyvárad 1804, és Pest 1866.
- Magyar Plutarch 1879, Uj Magyar Athénás, Magyar Sion, Uj Magyar Sion
- Szinnyei József: Magyar írók élete és munkái I–XIV. Budapest: Hornyánszky. 1891–1914.

### Életrajzi szócikkek a Wikipédiában
- Kategória:Személyek – a Wikipédiában szereplő valamennyi életrajzi szócikk
- Híres magyar származású személyek listája

### Adatbázisok
- Gulyás Pál: Magyar írók élete és munkái
- Az Országos Széchényi Könyvtár adatbázisai
- Protestáns pantheon